# .hn
.hn je internetová národní doména nejvyššího řádu pro Honduras (podle ISO 3166-2:HN).